# 내겐 너무 사랑스러운 그녀
《내겐 너무 사랑스러운 그녀》는 2014년 9월 17일부터 2014년 11월 6일까지 SBS에서 방송된 드라마 스페셜이며 원래 <사랑해도 될까요>란 제목을 통해 2013년 방영될 예정이었으나 대본 작업과 촬영 스케줄 등의 문제 탓인지 불발되기도 했다.

## 줄거리
- 가요계를 무대로 상처투성이 청춘 남녀들이 음악을 통해 서로의 상처를 보듬고 진실한 사랑을 키워가는 코믹 감성의 로맨틱 러브 판타지 드라마.

## 등장인물

### 주요 인물
- 정지훈 : 이현욱 역 - 작곡가 겸 프로듀서, 연예기획사 'AnA'의 대표
- 정수정 : 윤세나 역 (아역 : 구건민) - 작곡가 지망생, 소은의 동생
- 김명수 : 시우 역 - 가수, 그룹 '무한동력'의 前 멤버
- 차예련 : 신해윤 역 - 연예기획사 'AnA'의 이사

### 이현욱의 주변 인물
- 박영규 : 이종호 역 - 연예기획사 'AnA'의 前 대표, 현욱의 아버지
- 김혜은 : 오희선 역 - 현욱의 새어머니
- 다니 : 이민아 역 - 현욱의 이복동생

### AnA 관련 인물
- 김진우 : 서재영 역 - 작곡가 겸 프로듀서, 연예기획사 'AnA'의 이사
- 나해령 : 유라음 역 - 'AnA' 소속가수
- 조희봉 : 강태민 역 - 연예기획사 'AnA'의 전략기획 총괄 이사
- 알렉스 : 배성진 역 - 보컬트레이너, 현욱의 친구
- 백승도 : 김도혁 역 - 'AnA'의 연습생
- 공승연 : 서윤지 역 - 'AnA'의 연습생
- 이호원 : 강래헌 역 - 그룹 '무한동력'의 리더
- 이수지 : 안다정 역 - 'AnA'의 신인개발팀 직원
- 이유준 : 불곰 역 - 작곡가

### 윤세나의 주변 인물
- 이초희 : 주홍 역 - 세나의 고교동창이자 친구
- 박두식 : 사공철 역 - 주홍의 남자친구
- 이시아 : 윤소은 역 (아역: 이수민) - 세나의 언니, 싱어송라이터

### 시우의 주변 인물
- 김기방 : 유상봉 역 - 시우의 로드매니저

### 그 외 인물
- 이대열 : 산아 역 - 그룹 '무한동력'의 멤버
- 최성윤 : 준준 역 - 그룹 '무한동력'의 멤버
- 강기화 : 서윤주 역 - 전통찻집 운영, 전 연습생
- 이칸희 : 시우의 어머니 역
- 곽승남 : 'AnA'의 직원 역 - A&R팀
- 피에스타 : 피에스타 역 - 'AnA' 연습생
- 최효은 : 미성 역 - 'AnA' 연습생
- 김광민 : 김현수 역
- 공상아
- 임욱진 : 사채업자 역
- 신우철 : 우는 아이의 아버지 역
- 한민 : 호텔 매니저 역
- 이아린 : 호텔 직원 역
- 여운복 : 호텔 관계자 역
- 신영진 : 도시락집 사장 역
- 최나무 : 시우에게 명함을 받는 여자 역
- 김추월 : 횟집 사장 역
- 김재흠 : 'AnA' 경비원 역
- 이정은 : 장 회장의 부인 역
- 서광재 : 변호사 역
- 강주희 : 래헌의 어머니 역
- 한성천 : 다이브 역 - 작곡가
- 조서하
- 최효은
- 강성규
- 최준영
- 최교식 : 무속인 역
- 차승연 : 의사 역
- 김재경 : 라디오 DJ 역
- 정영금 : 식당 사장 역
- 김선녀 : 단팥빵 가게 사장 역
- 김성연 : 수의사 역
- 손성찬

### 아역
- 김태준 : 민재 역 - 서윤주의 아들

### 특별출연
- 안세하 : 흥신소 직원 역 (1회)
- 신사동 호랭이 : 호랭이 역 - 작곡가 (3회)
- 김태우 : 김태우 역 - 톱가수 (8~9회)
- 윤하 : 라디오 DJ 역 (14회)
- 빅토리아

## 시청률
아래의 파란색 숫자는 '최저 시청률'이고, 빨간색 숫자는 '최고 시청률'입니다. 시청률조사회사와 지역별로 시청률에 차이가 있을 수 있습니다.
| 2014년      | 2014년      | 2014년         | 2014년       | 2014년         | 2014년       |
| 회차        | 방송일      | TNmS 시청률    | TNmS 시청률  | AGB 시청률     | AGB 시청률   |
| 회차        | 방송일      | 대한민국(전국) | 서울(수도권) | 대한민국(전국) | 서울(수도권) |
| ----------- | ----------- | -------------- | ------------ | -------------- | ------------ |
| 제1회       | 9월 17일    | 8.2%           | 9.9%         | 8.2%           | 9.2%         |
| 제2회       | 9월 18일    | 8.1%           | 10.9%        | 7.5%           | 8.3%         |
| 제3회       | 9월 24일    | 7.0%           | 9.1%         | 7.8%           | 8.7%         |
| 제4회       | 9월 25일    | 7.2%           | 8.6%         | 7.3%           | 8.4%         |
| 제5회       | 10월 1일    | 6.2%           | 7.0%         | 6.9%           | 7.8%         |
| 제6회       | 10월 2일    | 5.2%           | 5.8%         | 4.7%           | 5.4%         |
| 제7회       | 10월 8일    | 6.5%           | 7.4%         | 6.4%           | 7.3%         |
| 제8회       | 10월 9일    | 8.1%           | 9.5%         | 6.6%           | 7.5%         |
| 제9회       | 10월 15일   | 6.4%           | 7.4%         | 5.7%           | 6.3%         |
| 제10회      | 10월 16일   | 7.1%           | 8.5%         | 6.9%           | 7.1%         |
| 제11회      | 10월 23일   | 6.0%           | 6.5%         | 6.9%           | 7.9%         |
| 제12회      | 10월 29일   | 5.1%           | 6.1%         | 5.7%           | 6.6%         |
| 제13회      | 10월 30일   | 5.4%           | 5.5%         | 5.6%           | 6.5%         |
| 제14회      | 11월 5일    | 5.7%           | 6.1%         | 5.0%           | 5.7%         |
| 제15회      | 11월 5일    | 4.9%           | 5.1%         | 3.9%           | 4.7%         |
| 제16회      | 11월 6일    | 5.6%           | 6.4%         | 5.5%           | 5.6%         |
| 평균 시청률 | 평균 시청률 | 6.4%           | 7.5%         | 6.3%           | 7.1%         |

## 결방 사유 및 편성 변경
- 2014년 10월 22일 : SBS 스포츠 2014년 한국프로야구 준플레이오프 2차전 LG 트윈스 VS NC 다이노스 중계방송으로 인해 결방되어 11월 5일 14회, 15회가 2회 연속 방송되었다.[4]

## 경쟁작
- 아이언맨 (KBS2, 2014년 9월 10일 ~ 2014년 11월 13일)
- 내 생애 봄날 (MBC, 2014년 9월 10일 ~ 2014년 10월 30일)
- 미스터 백 (MBC, 2014년 11월 5일 ~ 2014년 12월 25일)